# Вулиця Танкістів (Сіверськодонецьк)
Ву́лиця Танкі́стів — вулиця у Сіверськодонецьку. Довжина 1430 метрів. Починається від перетину з вулицею Сметаніна. Перетинає бульвар Незалежності України, вулиці Енергетиків, Гоголя, проспект Хіміків і вулицю Федоренка. У неї впираються провулок Агафонова і вулиця Шкільна. Закінчується на перетині з вулицею Богдана Хмельницького. Забудована багатоповерховими житловими будинками. На меморіальній дошці, на будинку під № 1 записано:
Ця вулиця названа на честь екіпажів 2-х танків 18-го танкового корпусу, 110 танкової бригади, які першими увірвалися 31 січня 1943 в селище Лісхімстрой і героїчно загинули визволяючи його від фашистських окупантів.